# Campionato europeo di trotto
Il Campionato Europeo di Trotto è una delle corse più importanti del panorama del trotto italiano ed europeo. Si svolge annualmente all'Ippodromo del Savio di Cesena, il primo sabato di settembre.

## Lo Slogan
Fino al 2008 lo slogan è stato FINALE A DUE, FACCIA A FACCIA CON LA STORIA mentre lo slogan attuale è DUE IN FINALE, UNO NELLA STORIA.

## Formula
La competizione si svolge in due prove (non "batterie", poiché i cavalli in questo caso sono gli stessi) sulla distanza dei 1660 metri. I due vincitori di ciascuna prova si affrontano nella finale a due (race off). Se un concorrente vince entrambe le prove, questo risulta vincitore senza dover ricorrere al race off. Questa formula ha reso celebre il Campionato Europeo di Trotto, proprio perché nessuna corsa al mondo vede i concorrenti scendere in pista per due volte nella stessa serata, e il fascino della finale a due rende ancora più eccitante la competizione. Nel Race Off del 2019 il vincitore Arazi Boko, guidato da Alessandro Gocciadoro, ha fatto registrare il tempo di 1.10.3 al km facendo il nuovo record della corsa e della pista.
Tra i cavalli più famosi vincitori del Campionato Europeo di Trotto ricordiamo Tornese (4 volte), Mack Lobell, Campo Ass (3 volte consecutive), Crowning Classic (2 volte), Mack Grace Sm (2 volte) e Vernissage Grif (2 volte).